# Аврам Янку
Аврам Янку (рум. Avram Iancu, угор. Janko Avram; нар. 1824 — пом. 10 вересня 1872, Бая-де-Кріш) — один з лідерів румунського національного руху в Трансильванії, учасник революції 1848 року. Герой румунської нації. 

## Життєпис
Походив із бідної селянської родини із Західної Трансильванії. Незважаючи на це, він отримав ґрунтовну освіту, у 1844-1847 роках він вивчав право у Клужі. Закінчивши школу, він почав працювати помічником в суді в Тиргу Муреш.
На з'їзді румунської інтелігенції, який відбувся 15-17 травня 1848 року, він очолив делегацію із регіону Західнорумунських гір.
Повернувшись на батьківщину, він почав збирати селян та формувати їх у військові частини. Восени 1848 року ці війська співпрацювали з австрійською армією, щоб взяти під контроль територію Трансильванії, окуповану Угорщиною. Янку командував армією близько 20-25 тисяч військовослужбовців, більшість з яких були селянами, солдатів в армії було мало, офіцерами були адвокати та священники. Без сучасної зброї та військової підготовки, вони не становили значної військової сили. Угорські повстанці під командуванням Юзефа Бема в період з листопада 1848 року по березень 1849 року взяли під контроль більшу частину Трансильванії (за винятком фортець Алба-Юлія та Дева, які були під контролем австрійців).
У квітні 1849 року розпочались переговори між Аврамом Янку та Лайошем Кошутом. Янку погодився з ліберальною програмою угорців, але не зміг домовитись про національне самовизначення румунів. Кошут надав їм права, рівні з іншими народами, свободу віросповідання та право користуватися власною мовою, але в єдиній Угорщині, тоді як Янку вимагав автономії. Переговори тривали до 3 серпня 1849 року, коли з огляду на зростаючу перевагу російських та австрійських військ, Янку направив Кошуту лист, в якому повідомив, що за нинішніх обставин неможливо продовжувати переговори. Він також запевнив, що як доказ доброї волі його підрозділи не будуть нападати на повстанців, якщо на це їх не буде спровоковано.
Після занепаду повстання Янку був одним із румунських лідерів, який відвідав Відень у 1850 і 1851 роках, щоб переконати імператора та його чиновників надати Румунії автономію. Невдача цих зусиль глибоко його розчарувала, він відійшов від громадського життя і провів решту життя в рідних горах Західної Румунії.

## Вшанування пам'яті
Декілька сіл у Румунії та рідне місто Аврама Янку Відра де Сус названо в честь нього.